# Maumelle (rivière)

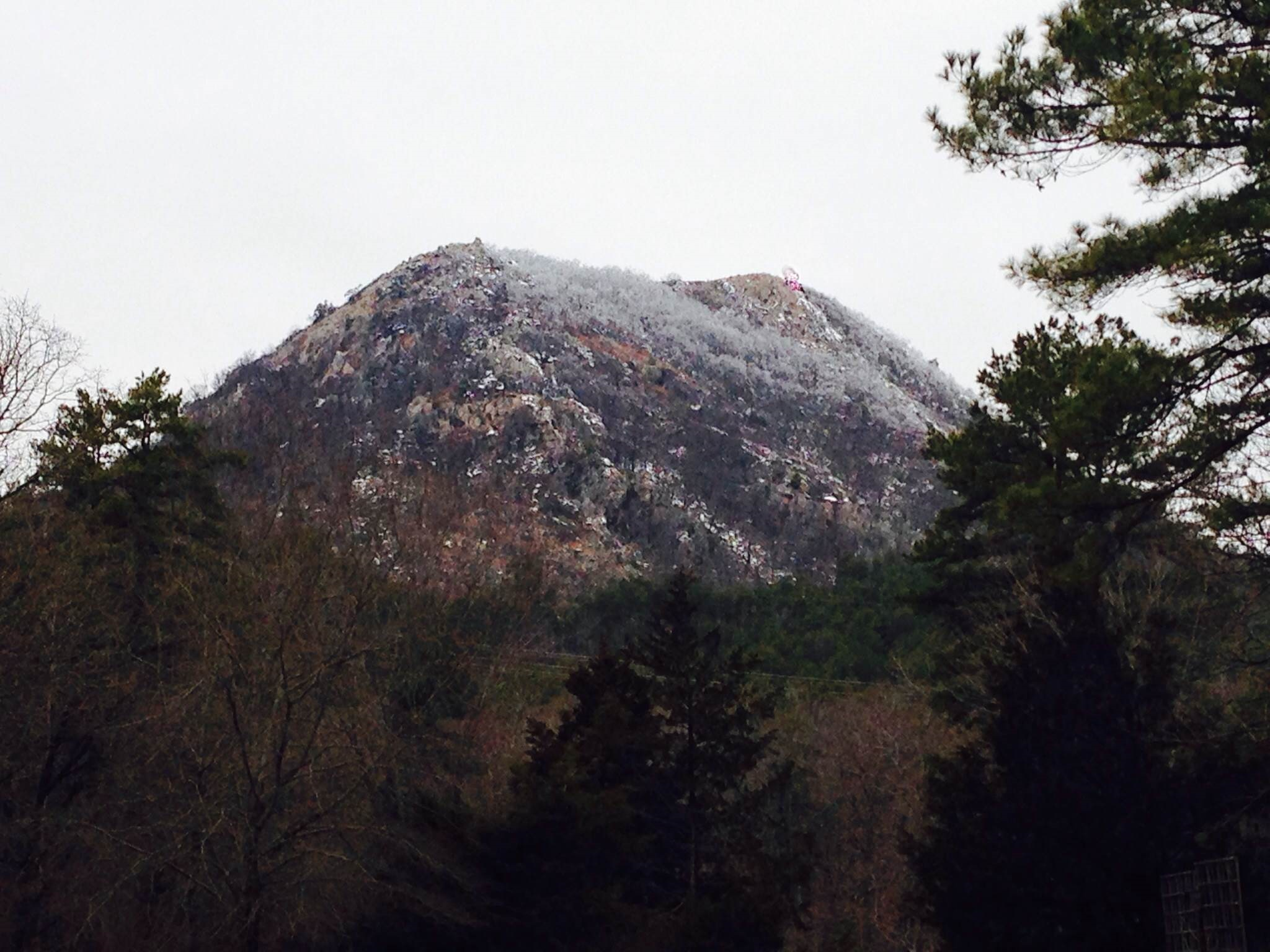
La montagne Pinnacle et son pinacle dominé par deux bosses en forme de mamelles et surnommée Maumelle depuis l'époque de la Louisiane française.

La rivière Maumelle (en anglais : Maumelle River) est un cours d'eau qui coule dans l'État de l'Arkansas. Il est un affluent de la rivière Arkansas et donc un sous-affluent du Mississippi. 

## Géographie
La rivière Maumelle prend sa source près des montagnes Ouachita. La rivière s'écoule ensuite vers l'Ouest, en longeant la partie septentrionale de la forêt nationale d'Ouachita. Elle se jette dans la rivière Arkansas, où sa confluence se situe en face de la ville de Maumelle.
La rivière Maumelle partage son nom avec un autre cours d'eau voisin, la rivière Little Maumelle, désignée ainsi en raison de la longueur de son parcours plus court que celui de la rivière Maumelle.

## Histoire
La toponymie de la rivière Maumelle date de la période de la Louisiane française. En effet les explorateurs, trappeurs et coureurs des bois français et canadiens-français ont arpenté cette région et remarqué les deux pitons arrondis qui dominent le sommet ou pinacle du mont Pinnacle qui s'élève dans le parc d'État de Pinnacle Mountain rappelant la poitrine des femmes d'où sa dénomination française du XVIIIe siècle montagne Mamelle devenue par déformation linguistique montagne Maumelle. La rivière qui coule en contrebas de la montagne porte le nom de Maumelle, tout comme le lac de barrage édifié en 1958 et portant le nom de lac Maumelle ainsi que la ville de Maumelle située sur l'autre rive de la rivière Arkansas.